# Манчестер на Мору (Масачусетс)
Манчестер на Мору (енгл. Manchester-by-the-Sea) град је у америчкој савезној држави Масачусетс. По попису становништва из 2020. у њему је живело 5.395 становника.